# Gianni Sartori
Gianni Sartori (Pozzoleone, província de Vicenza, 2 de desembre de 1946) va ser un ciclista italià, que va córrer com amateur. Es dedicà principalment al ciclisme en pista, on va guanyar dues medalles, una d'elles d'or, als Campionats del món en Quilòmetre contrarellotge.

## Palmarès
- 1969
  -  Campió del món en Quilòmetre contrarellotge
- 1972
  - 1r a la La Popolarissima